# 莫祥芝
莫祥芝，贵州独山人，清朝政治人物。
父亲为莫與儔，莫祥芝曾于1876年接替松亭任上海县知县一职，1879年由朱璜接任。